# Sybrinus grossepunctipennis
Sybrinus grossepunctipennis är en skalbaggsart som beskrevs av Stefan von Breuning 1950. Sybrinus grossepunctipennis ingår i släktet Sybrinus och familjen långhorningar. Inga underarter finns listade i Catalogue of Life.